# Top Latin Albums
Top Latin Albums – notowania przedstawiające aktualną listę najlepiej sprzedających się albumów hiszpańskojęzycznych, opracowywane przez magazyn muzyczny Billboard. Podobnie jak większość zestawień Billboard, tak i Top Latin Albums oparte jest na systemie informacyjnym Nielsen SoundScan.